# Vladas Garastas
Vladas Garastas, (Linkuva, Lituania, 8 de febrero de 1932) es un entrenador de baloncesto lituano. Entrenó a las selecciones de la Unión Soviética y Lituania,
consiguiendo tres medallas en competiciones oficiales con los Green Death y dos con los soviéticos.

## Clubes
- 1979-1989: Žalgiris Kaunas
- 1990–1992: BC Prievidza
- 1989-1991: Selección de la Unión Soviética
- 1992-1997: Selección de Lituania
- 1994-1996: Atletas Kaunas
- 1996-1998: BC Alita